# Сюлиху
Сюлиху (на китайски: 呴犁湖; на пинин: Xūlíhú) е шанюй на хунну, управлявал в периода 102 – 101 година пр.н.е.

## Живот
Той е син на шанюя Иджъсие и наследява своя племенник Ушълу, който умира млад. Краткото управление на Сюлиху преминава в условията на започналата през 133 година пр.н.е. война с империята Хан, с която император Уди се опитва да наложи своята хегемония в източните части на Централна Азия.
Сюлиху умира през 101 година пр.н.е. Изглежда синът му е още в ранна възраст и за негов наследник е избран военачалникът Циедихоу, който вероятно е потомък на Маодун, но не е част от най-висшата аристокрация.